# Kroatischer Weltkongress in Deutschland
Der Kroatische Weltkongress in Deutschland (kroatisch Hrvatski svjetski kongres u Njemačkoj, HSKNj), kurz KWKD, ist ein überparteilicher Dachverband von über 45 Vereinen und Körperschaften der Kroaten in Deutschland. Er gehört dem Kroatischen Weltkongress (englisch Croatian World Congress, CWC) auf globaler Ebene an.

## Geschichte
Der eingetragene Verein wurde im Jahre 1994 in Frechen bei Köln gegründet. Vorangegangen war 1993 die Gründung des Kroatischen Weltkongresses auf globaler Ebene. Hintergrund war der Zerfall Jugoslawiens und der damit einhergehende Kroatienkrieg. Hauptmotive waren die Vernetzung der weltweit verstreuten Diaspora-Kroaten, nach dem Vorbild des Jüdischen Weltkongresses (WJC) die Ermutigung zur Rückkehr in die Heimat sowie humanitäre Hilfe für das von schweren Kriegswirren gebeutelte Land. Entsprechend zielten die ersten Projekte des KWKD insbesondere auf humanitäre Unterstützung der Flüchtlinge in Kroatien und Bosnien–Herzegowina, die Sammlung finanzieller Mittel für Kroatien sowie die Sensibilisierung der deutschen und europäischen Öffentlichkeit für den Krieg bzw. für eine Intervention der internationalen Staatengemeinschaft (Bsp. durch Demonstrationen). Auch nach Ende des Krieges im Jahre 1995 war der Tätigkeitsschwerpunkt vornehmlich die humanitäre Hilfe für den Wiederaufbau des Landes bzw. wurde die deutliche Heimatorientierung beibehalten.
Da in Deutschland durch das Gastarbeiterabkommen bereits eine große Anzahl von Kroaten lebte, engagierten sich bundesweit eine hohe Anzahl von kroatischen Vereinen im Dachverband. Im Laufe der Jahre traten dem Verein jüngere Kroaten der zweiten Generation bei. Mit der Verjüngung veränderte sich auch der Fokus der KWKD-Tätigkeiten. Der Blick ging nicht mehr überwiegend in Richtung Kroatien, sondern orientierte sich verstärkt in Richtung der „neuen/zweiten Heimat Deutschland“. Während sich der KWKD weiterhin als Lobbyorgan der Kroaten in Deutschland versteht, ist aufgrund der gesellschaftlichen Bedeutung der Integration für Deutschland und der Größe der kroatischen Migrantengruppe hier der neue Tätigkeitsschwerpunkt entstanden.

## Ziele
Seit Herbst 2013 ist der Verein mit weiteren zehn Migrantenselbstorganisationen Teil des Strukturförderprojektes des Bundesamtes für Migration und Flüchtlinge.
Der Verein hat sich zum Ziel gesetzt, den Integrationsprozess im Gast- und Heimatland zu fördern und fortzusetzen, jedoch auch das kulturelle und geistige Erbe Kroatiens zu bewahren. Im Rahmen des Strukturförderprojektes soll der Austausch mit den Mitgliedsvereinen sowie die Kontaktpflege zu anderen Migrantenselbstorganisationen weiterhin gefördert werden. Gleichzeitig wird der Erhaltung und der Stärkung der kroatischen Identität in der Migrantengruppe eine große Bedeutung zugetragen. Der KWKD trägt einen zum interkulturellen Austausch zwischen Deutschland und Kroatien bei.
Als Sprachrohr seiner Mitglieder in Deutschland vertritt der Verein diese bei staatlichen und nichtstaatlichen Organisationen. Aufgrund der großen, heterogenen und repräsentativen Mitgliederstruktur setzt sich der KWKD für allgemeine Interessen der kroatischen Migrantengruppe gegenüber der deutschen und kroatischen Politik und Öffentlichkeit ein. Eines der primären Ziele des KWKD ist, die bereits erfolgreiche Integration der Kroaten in die deutsche Gesellschaft mit Mitteln des Bundesamtes für Migration und Flüchtlinge professionell fortzuführen.
Der KWKD engagiert sich für die Stärkung der deutsch-kroatischen Beziehungen im politischen, gesellschaftlichen und wirtschaftlichen Bereich. Es wurden Kontakte aufgebaut zu verschiedenen deutschen Institutionen auf Bundes-, Länder- und Kommunalebene. Enge Beziehungen bestehen mit der kroatischen Botschaft (bzw. den Konsulaten) und den kroatischen katholischen Gemeinden in Deutschland; ebenso wie mit den kroatischen Medien und Journalisten in Deutschland. Auch Kultur-, humanitäre und Sportprojekte sind Teil der Arbeitsgruppen des KWKD. Die meisten Projekte werden gemeinsam mit den KWKD-Mitgliedern durchgeführt. Die Projekte haben im Verhältnis zu den Anfangsjahren meist den Fokus auf das neue Heimatland Deutschland.

## Mitglieder
Der KWKD besteht aus regionalen Dachverbänden, Vereinen und Einzelmitgliedern. Die Mitglieder sind in acht deutschen Bundesländern ansässig und bilden neben Kultur- und Sportvereinen auch karitative- und Heimatvereine als auch Studentenvereinigungen. Regional betrachtet sind Mitglieder aus folgenden Städten/Bundesländern vertreten: Berlin, Hamburg, Hessen, NRW, Bayern, Baden-Württemberg, Rheinland-Pfalz und Sachsen.

## Organisationsstruktur
Der Verein in Deutschland hat drei Organe:
- die Mitgliederversammlung
- den Kongressausschuss
- den Vorstand

Die Mitgliederversammlung ist das höchste Organ des KWKD und tritt jährlich mindestens einmal zusammen. Ihr gehören alle Körperschaften, Vereine und natürliche Personen, welche Mitglied im KWKD sind, an. Die Versammlung entscheidet über alle das Interesse des Vereins berührenden Angelegenheiten von grundsätzlicher Bedeutung, insbesondere über dessen Richtlinien sowie über den vom Vorstand zu erstattenden Rechenschaftsbericht. Die Mitgliederversammlung wählt den Vorstand, die Mitglieder des Kongressausschusses, die Mitglieder des Schlichtungsausschusses und den Kassenprüfer.
Der Kongressausschuss kontrolliert die Arbeit des Vorstandes zwischen den Mitgliederversammlungen. Er nimmt Berichte des Vorstandes entgegen und entscheidet im Rahmen der Befugnisse der Mitgliederversammlung.
Der Vorstand besteht aus 13 Personen. Ihm gehören mit Stimmrecht der Vorsitzende, zwei stellvertretende Vorsitzende, zwei Geschäftsführer, der Schriftführer, der Schatzmeister sowie sechs Beisitzer an. Ohne Stimmrecht gehören die Vorsitzenden des Kongressausschusses und der Fachausschüsse dem Vorstand an, sofern sie nicht als ordentliche Mitglieder bereits in den Vorstand gewählt worden sind. Der Vorstand tagt mindestens viermal jährlich.
Des Weiteren wird die praktische Arbeit des Kongresses in folgenden Arbeitsgruppen (Fachausschüssen) durchgeführt:
- Integration
- Medien
- Kultur, Jugend und Sport
- Wissenschaft und Bildung
- Politik, Wirtschaft und die Zusammenarbeit mit Bosnien und Herzegowina (BiH)
- Humanitäre Hilfe

Über den auf globaler Ebene agierenden Croatian World Congress ist er als Nichtregierungsorganisation aktuell passives Mitglied der Vereinten Nationen.
Der Verein verfolgt unmittelbar und ausschließlich gemeinnützige und mildtätige Zwecke im Sinne der Abgabenordnung.

## Finanzierung
Der KWKD finanziert sich neben Mitglieds- und Sponsoringbeiträgen derzeit aus dem Strukturförderprojekt des Bundesamtes für Migration und Flüchtlinge.

## Schriften
- Gojko Borić (Hrsg.): Kroatischer Unabhängigkeitskampf : Berechtigt und gerecht. Sieben Antworten auf Ulrich Schillers Buch „Deutschland und seine Kroaten“. Kroatischer Weltkongress in Deutschland, Köln/Zagreb/Split/München/Stockholm/Düsseldorf 2011, ISBN 978-953-7167-37-0.
- Kroatischer Weltkongress (Hrsg.): Die Kroaten : Vierzehn Jahrhunderte Beharrlichkeit. New York 2005.